# Neritina cristata
Neritina cristata é uma espécie de gastrópode  da família Neritidae.
Pode ser encontrada nos seguintes países: Camarões, Costa do Marfim, Gabão e Serra Leoa.